# Indicii Nielsen
Indicii Nielsen (în engleză Nielsen ratings) sunt sisteme de măsurare a audienței dezvoltate de Compania Nielsen în încercarea de a calcula mărimea audienței și compoziția programelor de televiziune din Statele Unite ale Americii. 
Nielsen Media Research a fost fondată de Arthur Nielsen, care era un analist de piață a cărui carieră a început în anii 1920 cu analiza reclamei de brand (marcă a unei firme) și s-a extins la analiza pieței radiofonice în anii 1930, culminând cu indicii Nielsen pentru programele radio, care au fost concepuți pentru a oferii statistici de piață a emisiunilor radio. 
Astfel, primele ratinguri Nielsen pentru programele radio au fost lansate în prima săptămână din decembrie 1947. Au fost măsurate primele 20 de programe în patru domenii: publicul total, audiența medie, publicul cumulat și casele per dolar cheltuit pentru timp și talent. 
În 1950, compania Nielsen s-a mutat în televiziune, dezvoltând un sistem de rating folosind metodele pe care Nielsen însuși și compania sa le-au dezvoltat pentru radio. Această metodă a devenit sursa primară de informații privind măsurarea audienței în industria de televiziune.